# Шабалина (Иркутская область)
Шабалина — заимка в Заларинском районе Иркутской области России. Входит в состав Троицкого муниципального образования. Находится примерно в 23 км к западу от районного центра.

## Население
| 2002 | 2010 | 2011 | 2012 |
| ---- | ---- | ---- | ---- |
| 73   | ↘33  | →33  | ↘30  |

Гендерный состав
По данным Всероссийской переписи, в 2010 году на заимке проживали 33 человека (15 мужчин и 18 женщин).